# Takeoka Inesu Emiko
Takeoka Inesu Emiko (武岡 イネス 恵美子, sinh ngày 1 tháng 5 năm 1971) là một cựu cầu thủ bóng đá nữ người Nhật Bản.

## Đội tuyển bóng đá nữ quốc gia Nhật Bản
Takeoka Inesu Emiko thi đấu cho đội tuyển bóng đá nữ quốc gia Nhật Bản từ năm 1994 đến 1995.

## Thống kê sự nghiệp
| Nhật Bản  | Nhật Bản | Nhật Bản |
| Năm       | Trận     | Bàn      |
| --------- | -------- | -------- |
| 1994      | 1        | 0        |
| 1995      | 2        | 3        |
| Tổng cộng | 3        | 3        |